# Styloniscus japonicus
Styloniscus japonicus is een pissebed uit de familie Styloniscidae. De wetenschappelijke naam van de soort is voor het eerst geldig gepubliceerd in 2000 door Nunomura.